# Bruno Bello
 (août 2022).
Pour les articles homonymes, voir Bello (homonymie).
Bruno Bello est un joueur brésilien de volley-ball né le 30 juin 1999. Il joue au poste de libero.

## Palmarès

### Clubs
Championnat du Brésil:
- 2021

### Équipe nationale
Championnat d'Amérique du Sud masculin des moins de 19 ans:
- 2016

Championnat du Monde masculin des moins de 21 ans:
- 2019